# Пищур Олександр Віталійович
Олександр Віталійович Пищур (нар. 26 січня 1981, Чернігів) — український футболіст, нападник. Відомий завдяки виступам у складі луцької «Волині» та низки інших клубів.

## Біографія
Перші кроки у футболі Пищур робив у середній школі № 21 Чернігова у тренера Іващенко Олега Івановича. Потім як перспективного футболіста Олександра запросили в чернігівську ДЮСШ, яку він і закінчив. Цілий рік після закінчення ДЮСШ не виступав у жодній з команд.
У 1999 році для участі в обласних змаганнях на базі Управління МВС в Чернігівській області була створена команда «Динамо», її очолив Микола Вікторович Литвин, який і запросив Пищура в команду.

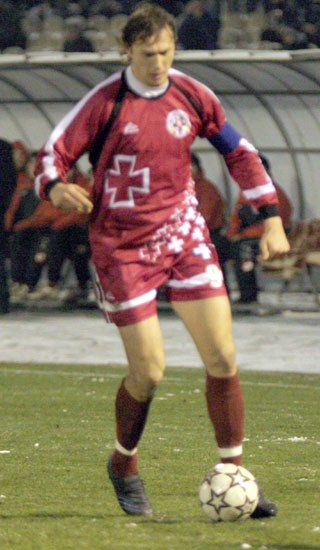
Олександр Пищур 2008 року під час виступів за «Волинь»

Провівши рік у «Динамо», Литвин запропонував Пищура білоруському «Дніпру-Трансмаш», за який футболіст провів три наступні сезони. У сезоні 2003 року навіть став найкращим бомбардиром команди, забивши 13 м'ячів у чемпіонаті і кілька в Кубку Білорусі.
На початку 2004 року перейшов у першоліговий харківський «Металіст», проте не зміг заграти в команді і влітку того ж року перебрався в полтавську «Ворсклу-Нафтогаз». У Вищій лізі дебютував 15 липня 2004 року в матчі проти київського «Арсенала», який завершився перемогою полтавчан з рахунком 3:0, а Пищур провів на полі всі 90 хвилин матчу.
У зимове міжсезоння 2005 року на правах оренди перейшов в ужгородське «Закарпаття», де і виступав до кінця сезону.
У вересні 2005 року перейшов у луцьку «Волинь», проте вже за підсумками сезону 2005—06 луцький клуб вилетів з Вищої ліги, тому Пищур у липні 2006 року перейшов у луганську «Зорю». Але заграти в новій команді Олександр не зумів і по завершенню сезону влітку 2007 року повернувся у «Волинь», яка продовжувала виступати в Першій лізі. У команді відразу став основним гравцем, а в сезоні 2008—09 став найкращим бомбардиром Першої ліги, забив 22 м'ячі, а також найкращим гравцем сезону. Проте це не допомогло команді, яка зайняла лише п'яте місце в чемпіонаті.
У вересні 2009 року перейшов у словацький «Ружомберок» з однойменного міста. У команді дебютував 26 вересня того ж року в матчі проти клубу «Татран». 3 жовтня 2009 року в матчі проти «Дубниці» Пищур відзначився дублем, а команда перемогла з рахунком 2:1. У кінці сезону 2009—10 Пищур повернувся зі Словаччини у «Волинь», яка вже повернулась у Прем'єр-лігу, і в перших шести матчах забив 5 м'ячів.
18 січня 2011 року Олександр відправився на перегляд у харківський «Металіст» на збір в ОАЕ разом з одноклубником В'ячеславом Шарпаром, проте на відміну від В'ячеслава харків'янам не підійшов і продовжив виступати за «Волинь».
У серпні 2011 року підписав контакт із сімферопольською «Таврією» до кінця року. Проте контракт був розірваний достроково в листопаді того ж року «за обопільною згодою сторін», і Пищур був змушений повернутися у «Волинь», адже він вже був заграний за два клуби і не мав права виступати в іншому клубі.
У червні 2012 року він був запрошений колишнім тренером «Волині» Віталієм Кварцяним до «Кривбаса», проте після звільнення тренера 12 липня 2012 року Пищур покинув Кривий Ріг і на правах оренди перейшов у київську «Оболонь».
У середині лютого 2013 року перебуваючи в статусі вільного агента прийняв запрошення пройти перегляд у складі гранду узбецького футболу столичного «Буньодкора». Після вдалих оглядин підписав річний контракт з командою. 25 вересня Пищур став володарем Кубка Узбекистану, причому зробив у перемогу своєї команди вагомий внесок. Спочатку, на 52-й хвилині, українець забив після подачі з кутового, а за чотири хвилини до кінця основного часу при рівному рахунку став автором переможного гола, сильним ударом вразивши ворота «Насафа». У завершальному матчі чемпіонату Пищур забив гол у ворота «Согдіани». Цей гол не тільки допоміг команді здобути золоті нагороди, але і забезпечив форварду перемогу в бомбардирській гонці з показником 19 м'ячів у 25 матчах.
У лютому 2015 року перейшов до клубу казахстанського чемпіонату «Тараз», підписавши однорічний контракт.
У січні 2016 року став гравцем узбецького клубу «Навбахор», але вже на початку липня того ж року повернувся до складу «Тараза».

## Статистика виступів
(Станом на 25 серпня 2012 року)
| Сезон                       | Клуб                        | Ліга                        | Чемпіонат | Чемпіонат | Кубок | Кубок |
| Сезон                       | Клуб                        | Ліга                        | Ігри      | Голи      | Ігри  | Голи  |
| --------------------------- | --------------------------- | --------------------------- | --------- | --------- | ----- | ----- |
| 2001                        | «Дніпро-Трансмаш»           | Вища ліга                   | 8         | 4         | ?     | ?     |
| 2002                        | «Дніпро-Трансмаш»           | Вища ліга                   | 16        | 2         | ?     | ?     |
| 2003                        | «Дніпро-Трансмаш»           | Вища ліга                   | 28        | 13        | ?     | ?     |
| Всього за «Дніпро-Трансмаш» | Всього за «Дніпро-Трансмаш» | Всього за «Дніпро-Трансмаш» | 52        | 19        | 3     | 2     |
| 2003—2004                   | «Металіст» (Харків)         | Перша ліга                  | 8         | 1         | 0     | 0     |
| 2003—2004                   | «Металіст-2» (Харків)       | Друга ліга                  | 7         | 4         | 0     | 0     |
| 2004—2005                   | «Ворскла-Нафтогаз»          | Вища ліга                   | 7         | 0         | 1     | 0     |
| 2004—2005                   | «Закарпаття» (Ужгород)      | Вища ліга                   | 3         | 0         | 0     | 0     |
| 2005—2006                   | «Закарпаття» (Ужгород)      | Вища ліга                   | 6         | 0         | 0     | 0     |
| 2005—2006                   | «Волинь» (Луцьк)            | Вища ліга                   | 17        | 1         | 1     | 0     |
| 2006—2007                   | «Волинь» (Луцьк)            | Перша ліга                  | 1         | 0         | 0     | 0     |
| 2006—2007                   | «Зоря» (Луганськ)           | Вища ліга                   | 15        | 0         | 2     | 0     |
| 2007—2008                   | «Волинь» (Луцьк)            | Перша ліга                  | 37        | 14        | 1     | 0     |
| 2008—2009                   | «Волинь» (Луцьк)            | Перша ліга                  | 30        | 22        | 1     | 0     |
| 2009—2010                   | «Волинь» (Луцьк)            | Перша ліга                  | 8         | 4         | 3     | 3     |
| 2009—2010                   | «Ружомберок»                | Вища ліга                   | 22        | 11        | 1     | 1     |
| 2010—2011                   | «Волинь» (Луцьк)            | Прем'єр-ліга                | 17        | 8         | 1     | 0     |
| 2011—2012                   | «Волинь» (Луцьк)            | Прем'єр-ліга                | 14        | 0         | 1     | 0     |
| 2011—2012                   | «Таврія» (Сімферополь)      | Прем'єр-ліга                | 4         | 0         | 1     | 0     |
| 2012—2013                   | «Оболонь» (Київ)            | Перша ліга                  | 2         | 0         | 1     | 1     |

## Досягнення
- Чемпіон Узбекистану: 2013

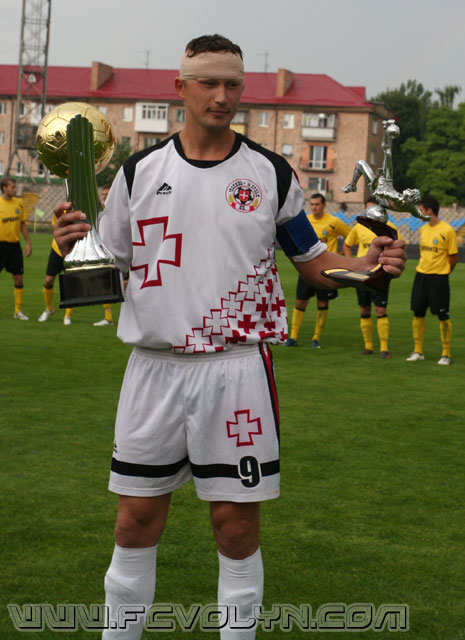
Олександр Пищур з призами найкращого гравця і бомбардира першої ліги 2008/09. 31 липня 2009 року

- Срібний призер чемпіонату України в першій лізі: 2004
- Найкращий бомбардир першої ліги України: 2009
- Найкращий футболіст першої ліги України: 2009
- Переможець групового етапу Ліги чемпіонів АФК: 2013[16]
- Володар Кубка Узбекистану: 2013
- Володар Суперкубка Узбекистану: 2014
- Найкращий бомбардир чемпіонату Узбекистану: 2013